# Ле Нян Тонг
Ле Нян Тонг (в'єт. Lê Nhân Tông, 黎仁宗; 28 травня 1441 — 25 жовтня 1459); справжнє ім'я Ле Банг Ко (Lê Bang Cơ,黎邦基) — імператор держави Дайв'єт, що правив з 1442 по 1459 роки. Онук імператора Ле Лоя. Впродовж усього його правління влада фактично належала його матері Нгуєн Тхі Ань.

## Біографія
Після раптової смерті Ле Тхай Тонга спадкоємцем залишився малолітній син Ле Банг Ко. Хоча він був другим сином імператора, старший по імені Нгі Зан не претендував на трон через те, що його мати не була шляхетного походження..
Уряд знаходився під контролем Чінь Кха, соратника Ле Лоя. До 1442 року він залишився єдиним живим високопоставленим соратником Ле Лоя, інші були страчені або померли. Під час правління Ле Нян Тонга у Дайв'єті не відбувалося ніяких серйозних подій.
Наступні 17 років були мирними, Дайв'єт процвітав. Крім сварок між конфуціанськими мудрецями і знатними родинами конфліктів в країні не було.
Чампа, дізнавшись про те, що на троні інфант, вторглася в Дайв'єт у 1443 році. В'єти послали прохання про допомогу до мінського імператора Чжу Цічженя, проте китайці не відреагували. У 1446 році в'єтмионгська армія напала на Чампу. Кампанія виявилася успішною, армія вє'тнамців захотила столицю країни Віджаю, і зуміла посадити на трон лояльного племінника короля Тямпи Маха Куплая.
У 1451 році Ань з невідомої причини наказала стратити Чінь Кха і його старшого сина. Через два роки Чінь Кха і кілька інших чиновників були офіційно реабілітовані. Вибачення були принесені у час, коли Ле Нян Тонг отримав реальну владу, хоча йому було всього 12 років. Невідомо, чому дванадцятирічному імператору було дозволено керувати країною (зазвичай в таких випадках чекали 16-річчя).
Ле Нян Тонг наказав Фан Фу Тьєну доповнити і розширити історіографію «Історичні записки Дайв'єту». Він ввів фіксовану річну плату чиновникам (замість частини податків або видачі наділів).
1459 року старший брат Нян Тонга, Нгі Зан, влаштував змову з метою вбити імператора, і 28 жовтня змовники вбили Ле Нян Тонга. Його матір, щоб уникнути неминучої кари, була вбита вірним слугою.
Нгі Зан правив всього вісім місяців і був убитий охоронцями. Після нього трон посів третій син Ле Тхай Тонга, Ле Тхань Тонг. Його правління вважається періодом розквіту Дайв'єта.